# Oscar Otte
Oscar Otte (ur. 16 lipca 1993 w Kolonii) – niemiecki tenisista.

## Kariera tenisowa
W cyklu ATP Tour osiągnął jeden finał turnieju w grze podwójnej. W karierze wygrał pięć singlowych oraz dwa deblowe turnieje rangi ATP Challenger Tour.
W 2018 roku podczas French Open zadebiutował w turnieju głównym imprezy wielkoszlemowej. Startując jako szczęśliwy przegrany z kwalifikacji, odpadł w pierwszej rundzie z Matteo Berrettinim.
Rok później w tym samym turnieju, startując znów jako szczęśliwy przegrany z kwalifikacji, pokonał Malika al-Dżaziriego w pierwszej rundzie. W drugiej natomiast przegrał z Rogerem Federerem.
Najwyżej sklasyfikowany w rankingu gry pojedynczej był na 36. miejscu (27 czerwca 2022), a w klasyfikacji gry podwójnej na 161. pozycji (15 maja 2017).

### Finały w turniejach ATP Tour
| Legenda                                      |
| -------------------------------------------- |
| Wielki Szlem                                 |
| Igrzyska olimpijskie                         |
| Tennis Masters Cup / ATP Finals              |
| ATP Masters Series / ATP Tour Masters 1000   |
| ATP International Series Gold / ATP Tour 500 |
| ATP International Series / ATP Tour 250      |

#### Gra podwójna (0–1)
| Końcowy wynik | Nr | Data                | Turniej | Nawierzchnia  | Partner        | Przeciwnicy                       | Wynik finału   |
| ------------- | -- | ------------------- | ------- | ------------- | -------------- | --------------------------------- | -------------- |
| Finalista     | 1. | 2 października 2022 | Sofia   | Twarda (hala) | Fabian Fallert | Rafael Matos David Vega Hernández | 6:3, 5:7, 8–10 |

### Zwycięstwa w turniejach ATP Challenger Tour

#### Gra pojedyncza
| Końcowy wynik | Nr | Data                 | Turniej         | Nawierzchnia  | Przeciwnik          | Wynik finału     |
| ------------- | -- | -------------------- | --------------- | ------------- | ------------------- | ---------------- |
| Zwycięzca     | 1. | 18 czerwca 2017      | Lizbona         | Ceglana       | Taro Daniel         | 4:6, 6:1, 6:3    |
| Zwycięzca     | 2. | 13 września 2020     | Aix-en-Provence | Ceglana       | Thiago Seyboth Wild | 6:2, 6:7(4), 6:4 |
| Zwycięzca     | 3. | 31 października 2021 | Ismaning        | Dywanowa      | Lukáš Lacko         | 6:4, 6:4         |
| Zwycięzca     | 4. | 14 listopada 2021    | Ortisei         | Twarda (hala) | Maxime Cressy       | 7:6(5), 6:4      |
| Zwycięzca     | 5. | 28 listopada 2021    | Bari            | Twarda        | Daniel Masur        | 7:5, 7:5         |

#### Gra podwójna
| Końcowy wynik | Nr | Data            | Turniej | Nawierzchnia | Partner      | Przeciwnicy                       | Wynik finału       |
| ------------- | -- | --------------- | ------- | ------------ | ------------ | --------------------------------- | ------------------ |
| Zwycięzca     | 1. | 13 maja 2017    | Rzym    | Ceglana      | Andreas Mies | Kimmer Coppejans Márton Fucsovics | 4:6, 7:6(12), 10–8 |
| Zwycięzca     | 2. | 3 kwietnia 2021 | Oeiras  | Ceglana      | Mats Moraing | Riccardo Bonadio Denis Jewsiejew  | 6:1, 6:4           |